# Edred John Henry Corner
Edred John Henry Corner, auch E. J. H. Corner, (* 12. Januar 1906 in London; † 14. September 1996 in Cambridge) war ein britischer Botaniker, Mykologe und Gehölzspezialist (Schwerpunkt Moraceae). Sein offizielles botanisches Autorenkürzel lautet „Corner“.

## Leben
Edred John Henry Corner wurde 1906 als Sohn des Mediziners Edred Moss Corner (1873–1950) und seiner Frau Henrietta Henderson Corner (1872–1966) in London geboren. In Cambridge studierte er am Sidney Sussex College Botanik. Von 1926 bis 1946 war er Leiter der Singapore Botanic Gardens. Zwischen 1965 und 1973 war er Professor an der Universität Cambridge. Einer seiner Schüler war David Mabberley, der seinem Lehrer einen Artikel widmete.
Corner war Mitglied der Royal Society. Für seine Verdienste in der Biologie erhielt er mehrere Auszeichnungen, unter anderem mehrere Wissenschaftspreise der Royal Society. Er erhielt 1985 als erster den Internationalen Preis für Biologie der „Japanischen Gesellschaft zur Förderung der Wissenschaft“. Etwa 30 Pflanzenarten wurden nach ihm benannt.
Corner war zwei Mal verheiratet: Mit Sheila Kavanagh und nach seiner Scheidung mit Helga Dinesen. Aus seinen Ehen gingen ein Sohn und zwei Töchter hervor. Corner verstarb 1996 in Cambridge im Alter von 90 Jahren.

## Auszeichnungen (Auswahl)
- Ehrenmitglied der British Mycological Society
- 1960: Darwin-Medaille
- 1966: Founder’s Medal
- 1970: Linné-Medaille
- 1985: Internationaler Preis für Biologie

## Schriften (Auswahl)
- Wayside Trees of Malaya (1952)
- Natural History of Palms (1966)
- Boletus in Malaysia (1972)
- The Seeds of Dicotyledons (1976)
- The Marquis: A Tale of Syonan-to (1981)